# Zaglyptus semirufus
Zaglyptus semirufus là một loài tò vò trong họ Ichneumonidae.